# Fairview (Maryland)
Fairview – jednostka osadnicza w Stanach Zjednoczonych, w stanie Maryland, w hrabstwie Washington.